# Foyer d’hébergement
 (décembre 2018).
Les foyers d’hébergement sont des structures d’accueil ayant pour objectif de placer la personne handicapée (adulte) dans une dynamique d’insertion sociale. Ils assurent l'hébergement et l'entretien des personnes handicapées qui exercent une activité pendant la journée, en milieu protégé ou en milieu ordinaire, dans différents établissements.
Souvent rattachés à un service d'aide par le travail (ESAT), à une entreprise adaptée ou un Centre d'initiation au travail et aux loisirs (CITL).
Selon les foyers, il peut s'agir de personnes handicapées physiques ou mentales. Ce service vient généralement en complément d'actions pour la réinsertion professionnelle, en milieu ordinaire ou protégé. Les foyers d’hébergement ne sont pas médicalisés : les personnes y bénéficient d’un accompagnement par une équipe de travailleurs sociaux.

## Type de foyer et modalités
En cherchant à laisser une large place à l’autonomie, les hébergements sont collectifs (chambre) ou individuels. Dans ce dernier cas on propose à la personne de vivre dans un logement spécialement aménagé, dont l’entretien est alors sous sa responsabilité.
Les frais sont à la charge de l'adulte handicapé et la participation est variable en fonction des prestations offertes par le foyer et selon la situation professionnelle et familiale de la personne, sous réserve des ressources à sa disposition.
Les foyers d'hébergement sont placés sous la compétence des conseils généraux et l’aide sociale départementale, qui prend en charge l’exploitation du foyer. Ils sont de statut public, associatif ou privé.